# Patterdale Terrier
Patterdale Terrier é uma raça de cães de pequeno porte do tipo terrier, originária da Inglaterra, utilizada para o trabalho. Foi criado originalmente para caçar raposas para proteger rebanhos. Atualmente é muito utilizado para caçar ratazanas e até javalis. É um cão destemido e extremamente persistente, de temperamento muito apreciado e classificado como extremamente Game. É bem atlético, e pode ser utilizado para esportes como o Agility.  A raça é reconhecida pela ADBA e pelo UKC.

## História
O Patterdale Terrier desenvolveu-se a partir do antigo Fell Terrier do Distrito dos Lagos na Inglaterra, advindo dos ambientes inóspitos do norte. Descende também do Old English terrier. Foi usado para controlar os predadores de ovelhas. Eles foram criados para afugentar predadores ou para matá-los se escolhessem lutar.